# L’Ascension (Messiaen)

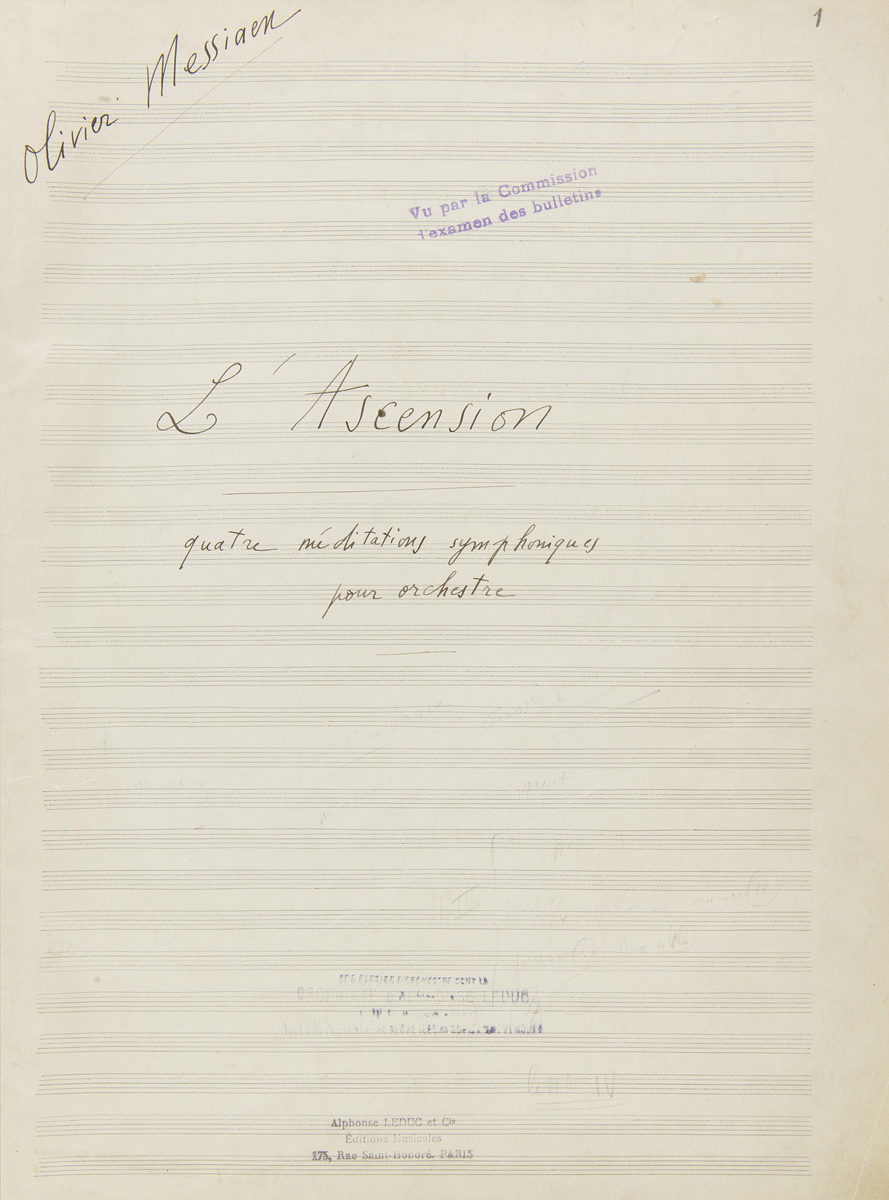
Manuskript von L'ascension von Olivier Messiaen, 1932

L’Ascension (dt.: „Die Himmelfahrt“) ist eine Komposition von Olivier Messiaen. Das Stück mit dem Untertitel Quatre méditations symphoniques (Vier symphonische Meditationen) existiert in zwei Fassungen: es wurde zunächst für Orchester komponiert, Messiaen selbst erstellte eine weitere Fassung für Orgel. Einer der vier Sätze stimmt in den beiden Versionen nicht überein, sondern wurde für die Orgelfassung neu komponiert.
Thema des Stücks ist die Himmelfahrt Christi. Sie wird in den ruhigen, choralartigen Rahmensätzen aus der Sicht Christi, in den beiden bewegteren Mittelsätzen aus der Sicht der gläubigen Seele betrachtet. Zur Erläuterung des Programms ist jedem Satz ein Titel und ein Motto vorangestellt; die Mottos sind der Bibel oder der Liturgie des Festes Christi Himmelfahrt entnommen.

## Stilistik
Das Stück steht noch am Beginn der Ausprägung von Messiaens charakteristischem Personalstil und ist als „Jugendwerk“ eingeordnet worden. Es finden sich darin schon Messiaens Modi mit beschränkter Transponierbarkeit und die für Messiaen typischen Rhythmen, aber es gibt noch die traditionelle Tonartvorzeichnung. Messiaen fordert ein romantisches Orchester mit traditionellem Schlagzeug und gebraucht noch die transponierende Notation der Orchesterinstrumente, die er später aufgab.
Das Thema der Himmelfahrt wird auf einfache Weise musikalisch symbolisiert. Erstens bilden die Tonarten der vier Sätze eine aufsteigende Folge (E-Dur, F-Dur, fis-moll zu Beginn der Orchesterfassung bzw. Fis-Dur in der Orgelfassung, G-Dur), und zweitens dominieren in allen vier Sätzen aufsteigende melodische Linien.

## Orchesterfassung
Die Orchesterfassung wurde 1932–33 komponiert und am 9. Februar 1935 in Paris uraufgeführt. Das Werk wurde wohlmeinend rezensiert und erlebte schon vor der Veröffentlichung der Partitur eine Reihe weiterer Aufführungen, darunter auch mehrere Rundfunkübertragungen.
Die Titel der vier Sätze lauten:
1. Majesté du Christ demandant sa gloire à son Père  (Majestät Christi, der seine Verherrlichung vom Vater erbittet)
2. Alléluias sereins d’une âme qui désire le ciel (Fröhliches Halleluja einer Seele, die nach dem Himmel verlangt)
3. Alléluia sur la trompette, alléluia sur la cymbale (Halleluja der Trompeten und Zimbeln)
4. Prière du Christ montant vers son Père (Gebet des zu seinem Vater auffahrenden Christus)

Das Orchester ist ein groß besetztes Sinfonieorchester, aber nur der 3. Satz nutzt die volle Besetzung aus. Alle anderen Sätze sind durch die Auswahl charakteristischer Klangfarben gekennzeichnet: der 1. Satz benutzt ausschließlich Blasinstrumente, wobei vor allem die Blechbläser klanglich im Vordergrund stehen. Im 2. Satz dominieren Holzbläser und Streicher, im 4. Satz spielen nur die Streichinstrumente.

## Orgelfassung
Auf Wunsch des Verlegers Leduc erstellte Messiaen eine Bearbeitung des Werks für Orgel solo. Er spielte sie zum ersten Mal am 29. Januar 1935 in Saint-Antoine-des-Quinze-Vingts in Paris. Da sie damit noch vor der Orchesterfassung uraufgeführt wurde und auch lange vor dieser im Druck erschien, wurde sie wiederholt fälschlicherweise für die ursprüngliche Fassung gehalten. Der Untertitel Quatre méditations symphoniques wurde beibehalten und erinnert an die Entstehungsgeschichte.
Beim 1., 2. und 4. Satz der Orgelfassung handelt es sich um eine Übertragung der Orchesterversion, im Fall des 2. Satzes mit leichten Veränderungen. Der 3. Satz eignete sich jedoch nicht zur Transkription, so dass Messiaen einen ganz neuen 3. Satz komponierte:
1. Transports de joie d’une âme devant la gloire du Christ qui est la sienne (Freudenausbrüche einer Seele angesichts der Herrlichkeit Christi, welche die ihre ist)

In seinen späteren Lebensjahren distanzierte sich Messiaen von der Orgelfassung und ließ nur noch die Orchesterfassung gelten.

## Notenausgaben
- L’Ascension. Quatre méditations symphoniques pour orchestre. Alphonse Leduc, Paris 1948, Verlagsnr. 20523.
- L’Ascension. Quatre méditations symphoniques pour orgue. Alphonse Leduc, Paris 1934, Verlagsnr. 18826.